# Musée du Mur de l'Atlantique

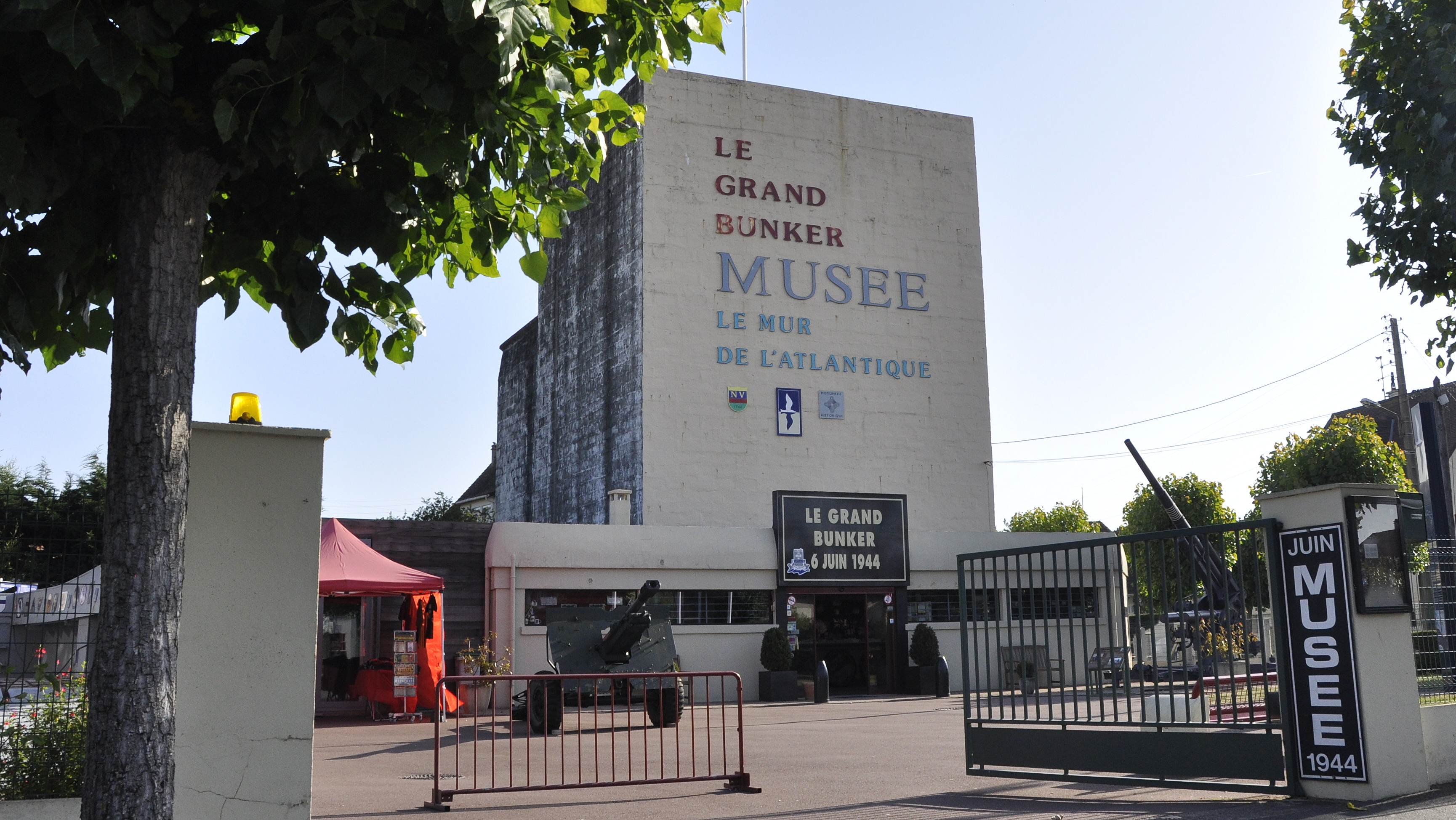
Het museum, ook Grote Bunker genoemd

Het Musée du Mur de l'Atlantique (Nederlands: Museum van de Atlantische muur) is een museum in de Franse stad Ouistreham. Het museum is ingericht in een grote, 17 m hoge bunker die in 1944 deel uitmaakte van de Atlantikwall. Het was een vuurgeleidingsbunker voor de artillerie die het Orne-estuarium bestreek.
Op zes niveaus is een aantal ruimtes te zien waarin onder meer een generatorkamer, een radiocommunicatievertrek, een munitie- en wapenkamer, een ventilatiekamer, een apotheek, een verbandpost en een observatiepost met een afstandsmeter. Eertijds stond er luchtafweergeschut op de bunker.
Voor het museum zijn onder meer een M7 Priest, een 8,8cm-Flak en een origineel landingsvaartuig, de LCM PA 30-31 opgesteld. Dit landingsvaartuig werd gebruikt tijdens de opnames van Steven Spielberg's film Saving Private Ryan.

## De verovering van de bunker
Op 6 juni 1944, de dag van de landing in Normandië, werd de bunker ongemoeid gelaten omwille van het hevig verzet dat de Duitsers boden. Op 9 juni kreeg de Britse luitenant Bob Orrell bevel om samen met drie soldaten de bunker in te nemen. De versterkte toegangspoort werd met twee ladingen opgeblazen. Het garnizoen, twee officieren en vijftig soldaten, gaf zich over.

## Afbeeldingen

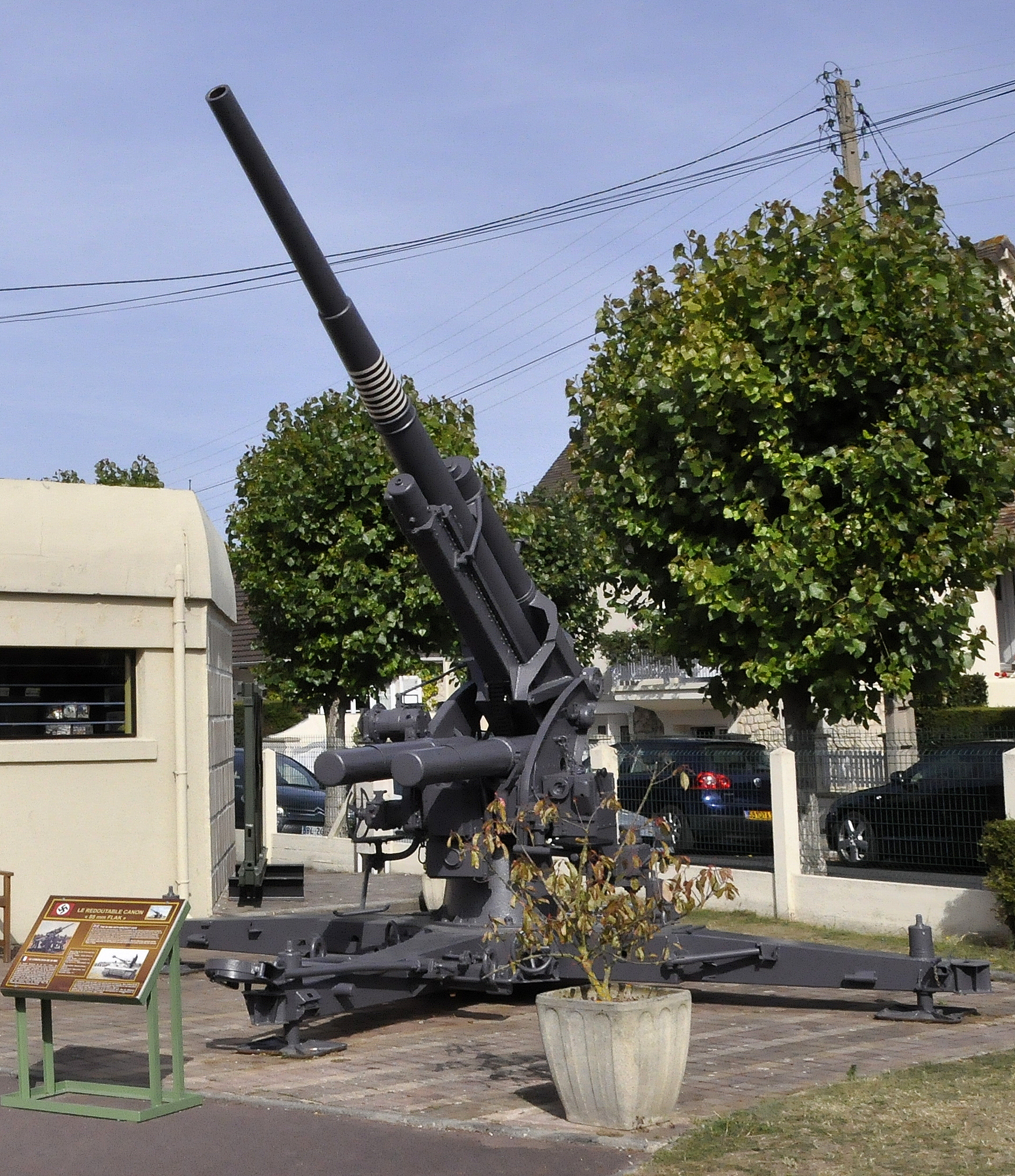
8,8 cm Flak
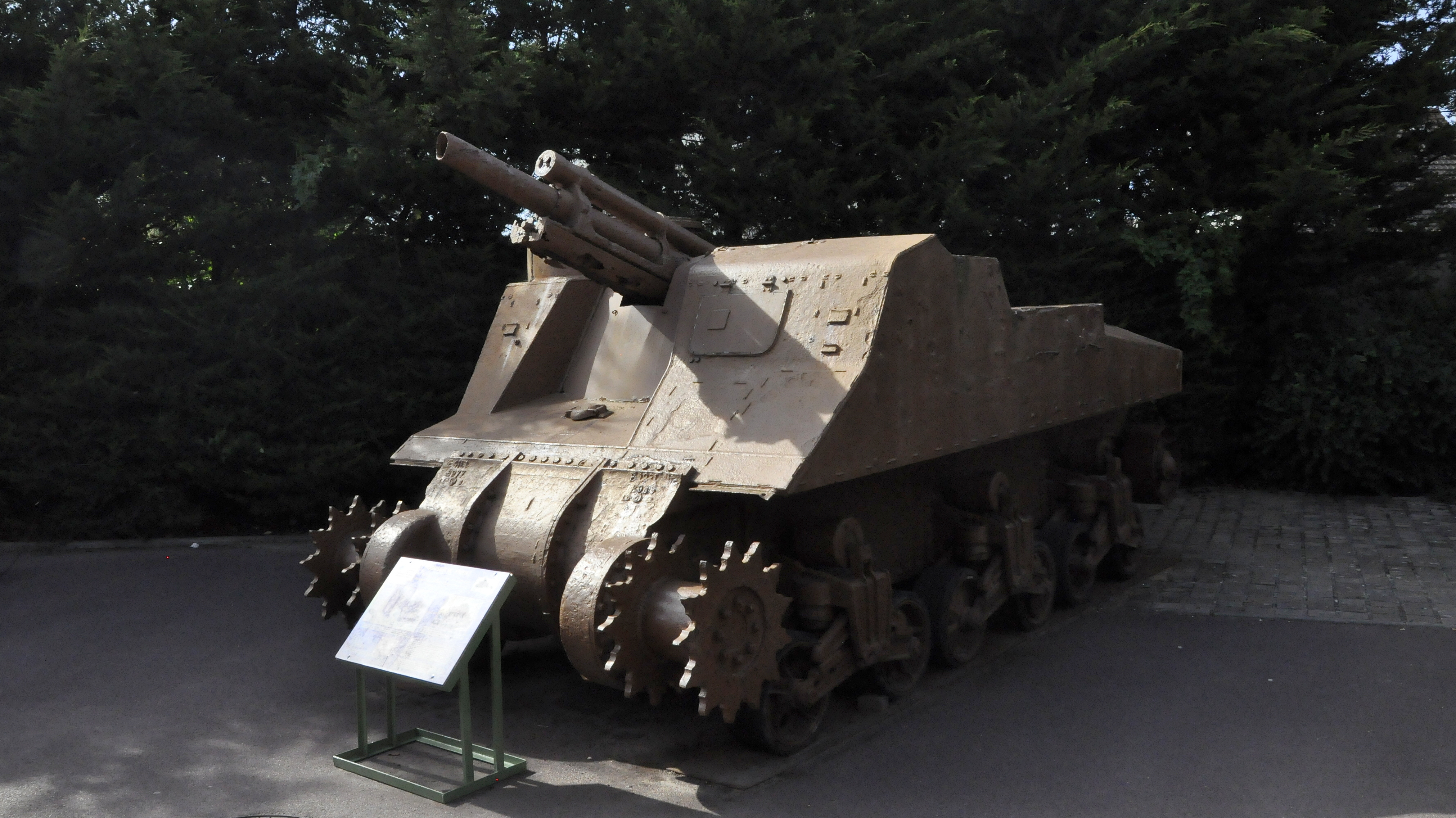
M7 Priest die in 1982 te Arromanches van de zeebodem werd gehaald
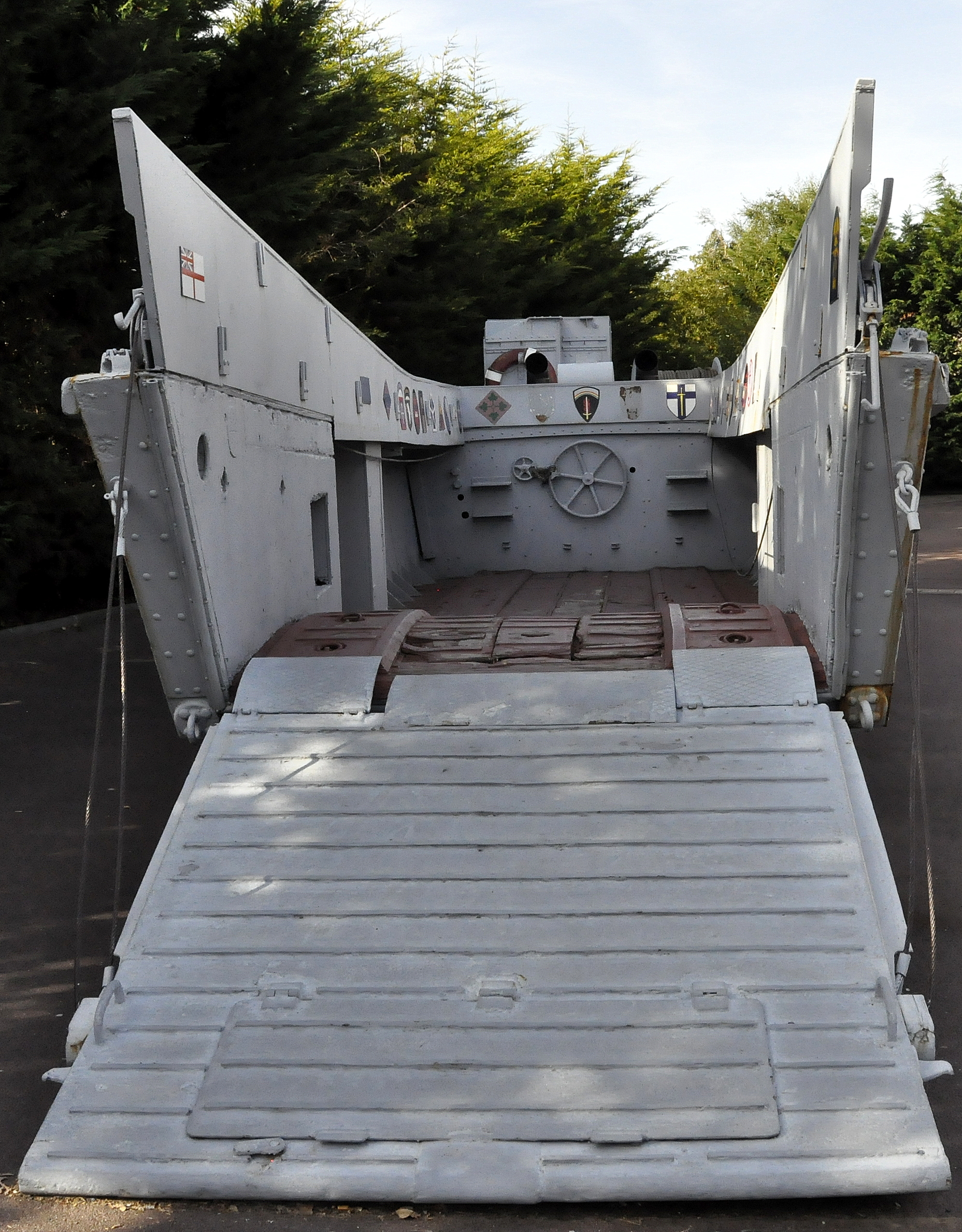
Een originele LCM, ook gebruikt tijdens de opnames van Saving Private Ryan
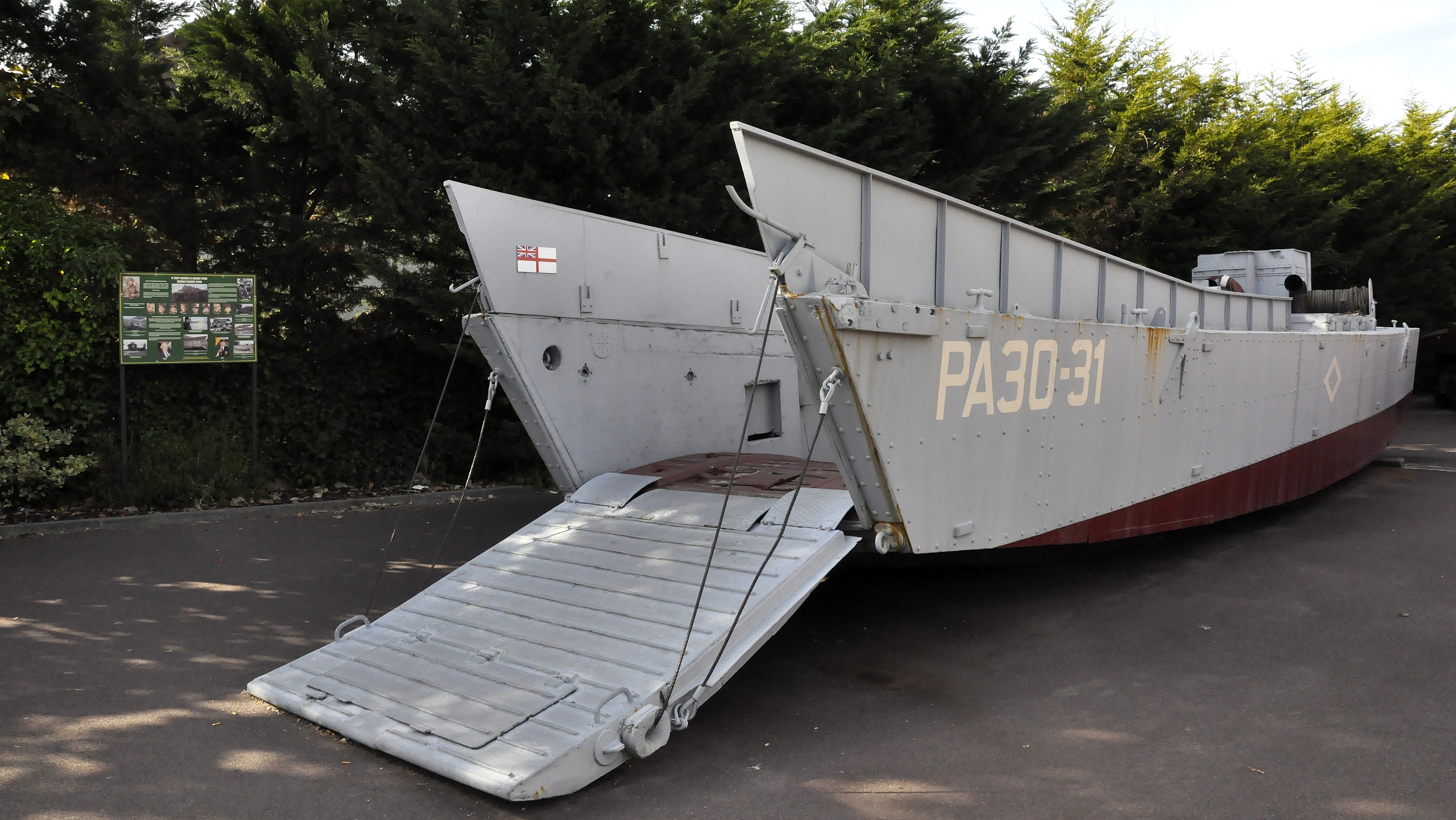
Dezelfde LCM
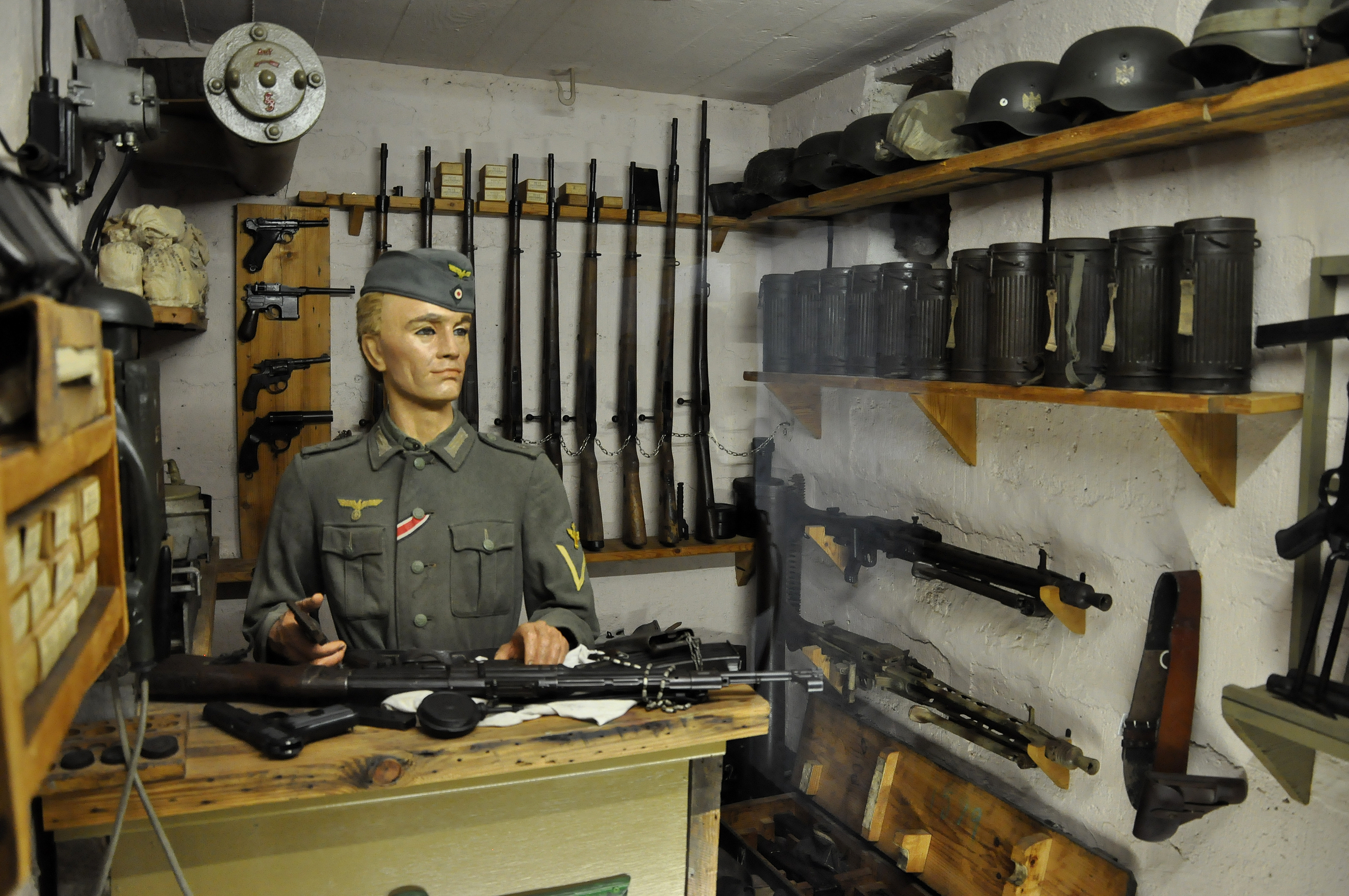
De wapenkamer
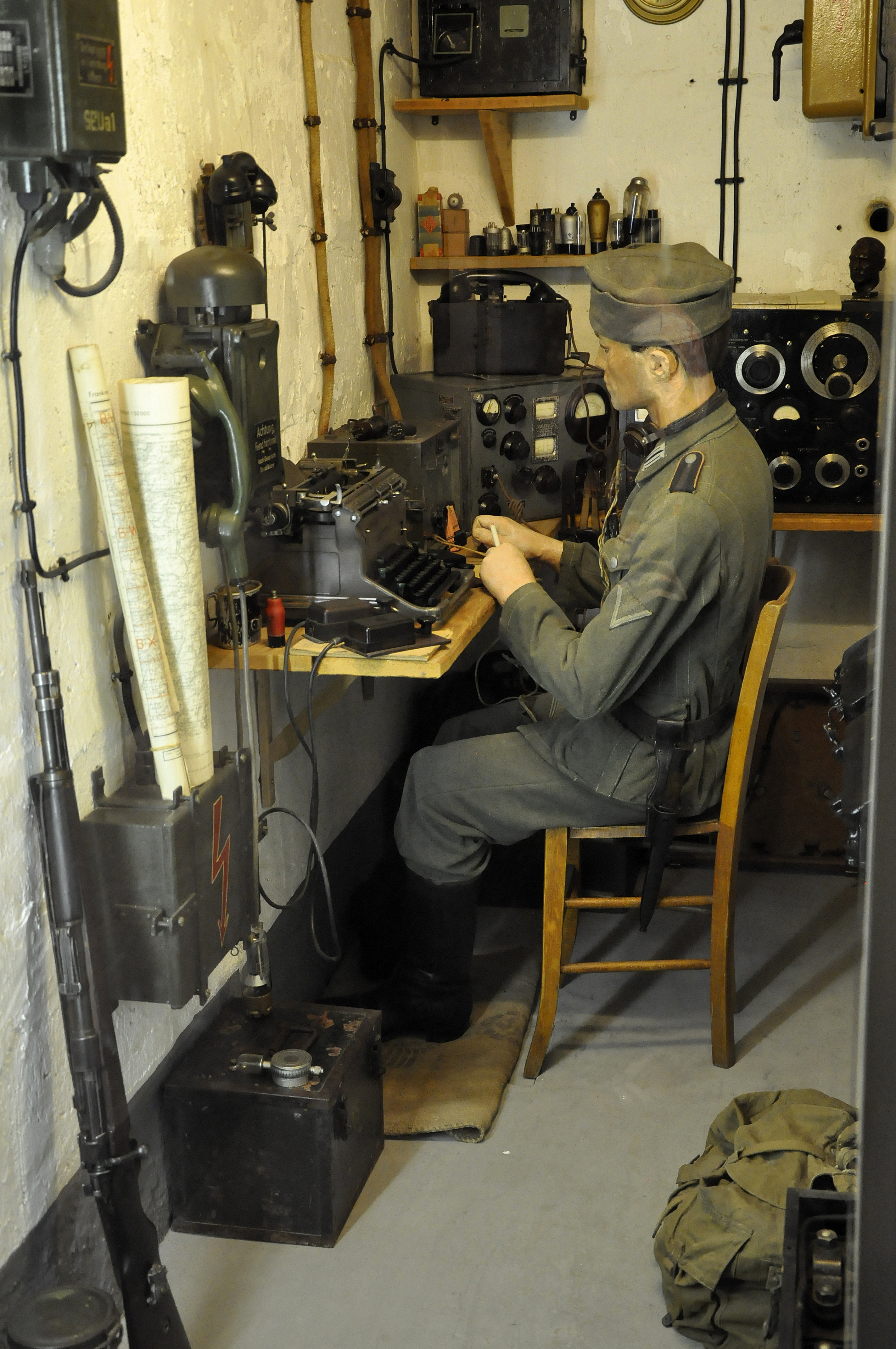
De radiokamer
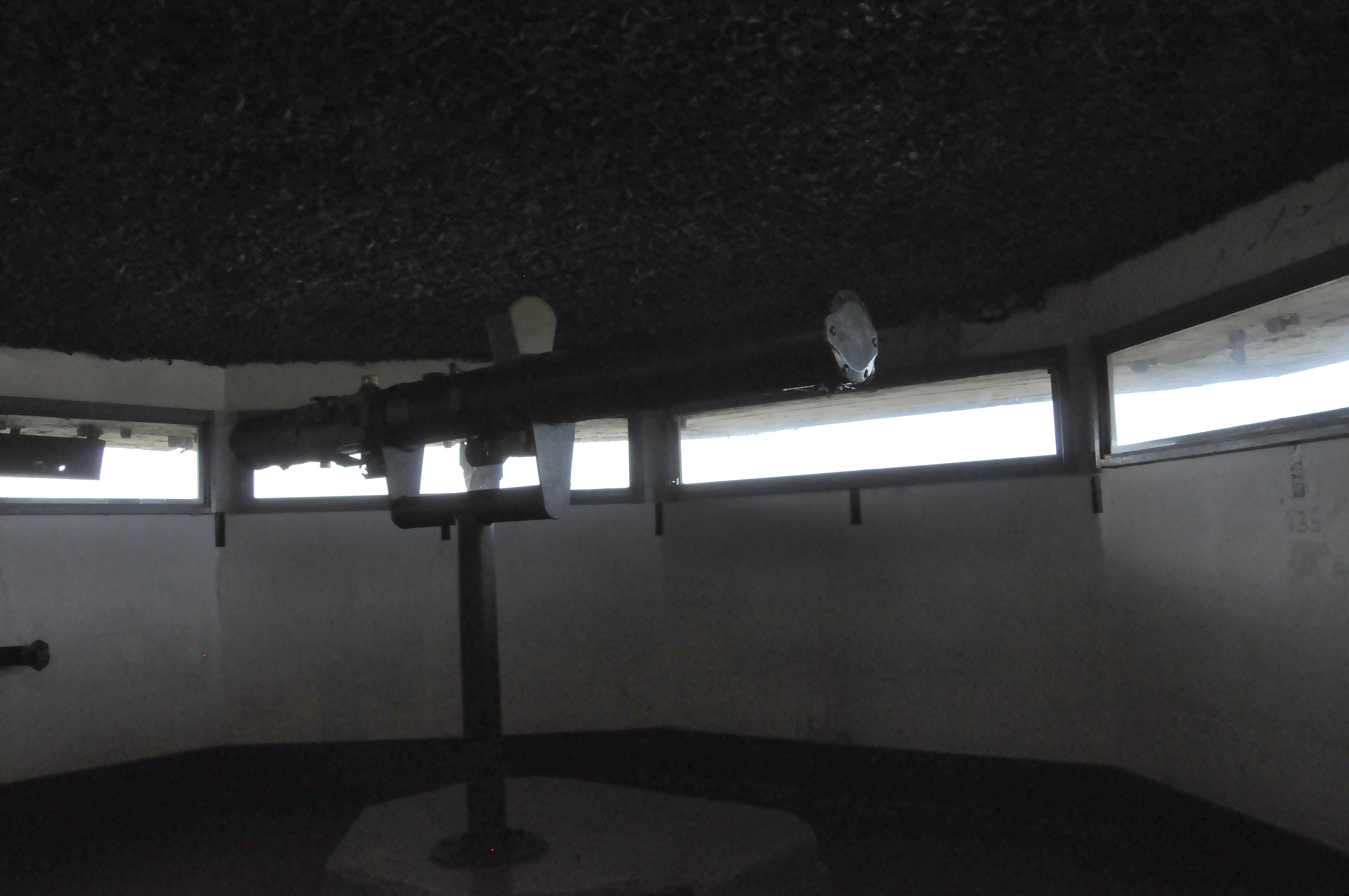
De afstandsmeter
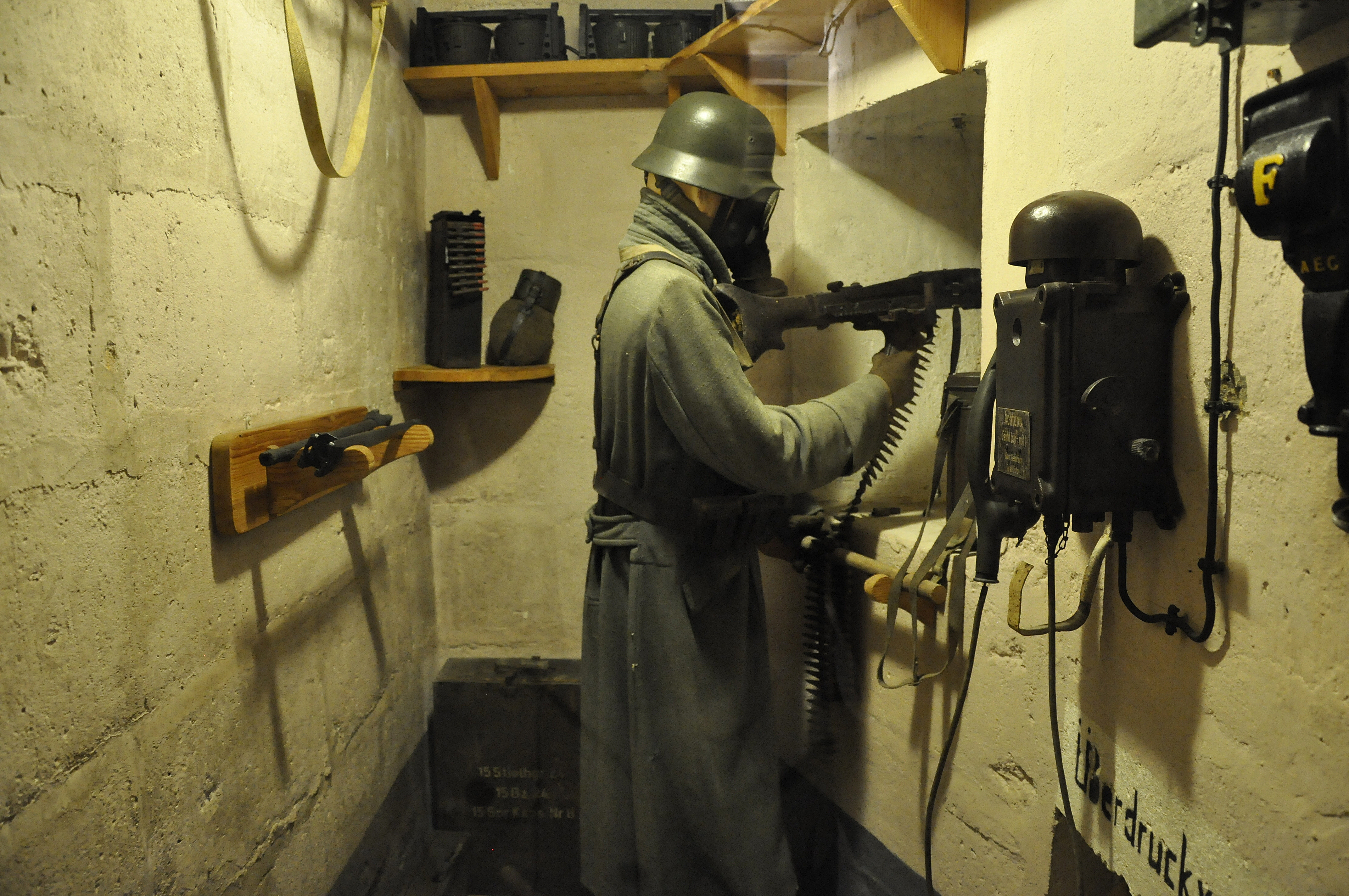
De mitrailleurschutter die de toegang bewaakte
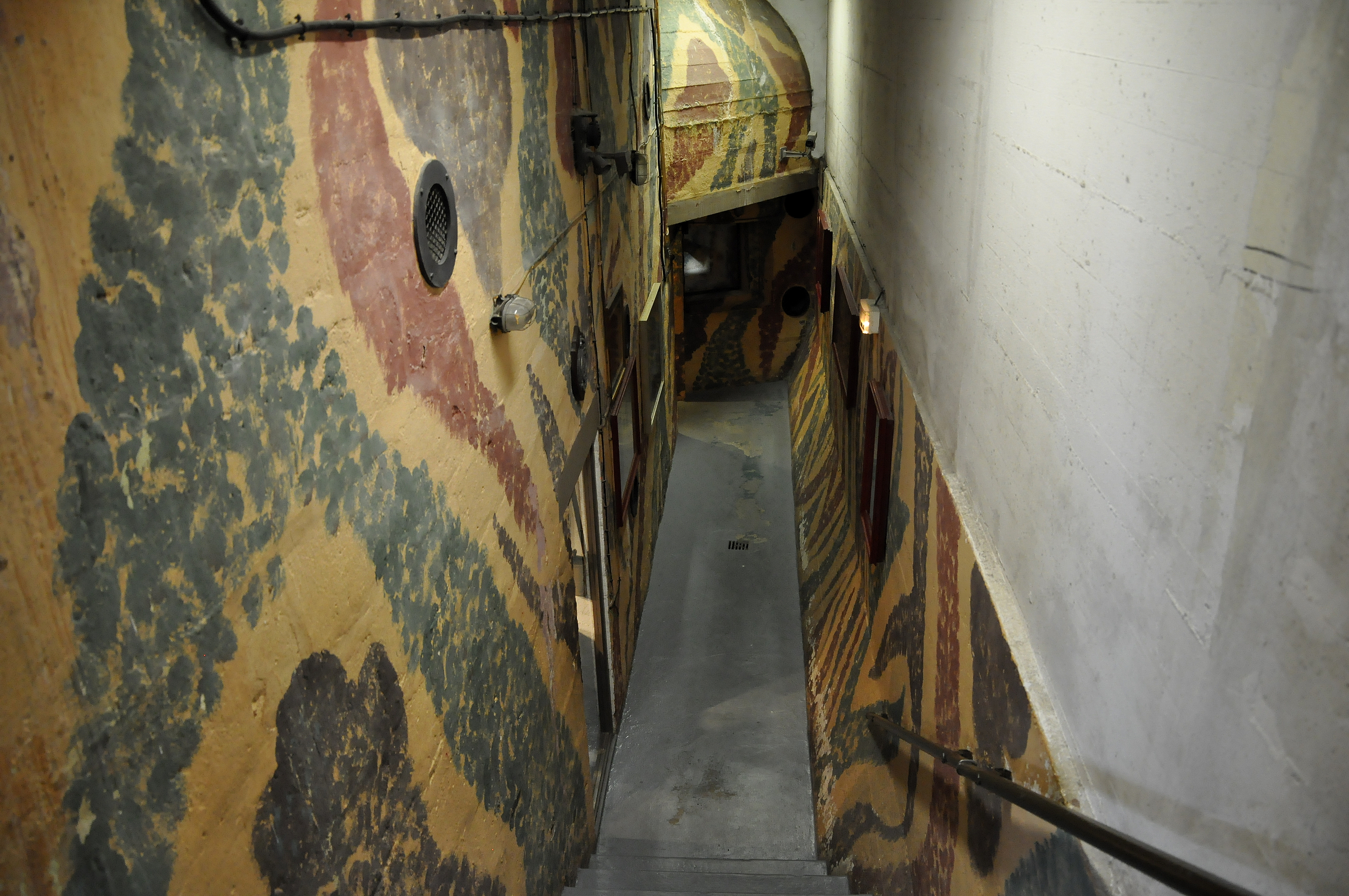
De toegang tot de benedenverdieping